# Джордж ДіЧенцо
Джордж ДіЧенцо (англ. George DiCenzo; 21 квітня 1940, Нью-Гейвен, Коннектикут, США — 9 серпня 2010, Вашингтон-Кроссінг, Пенсільванія, США) — американський актор і асоційований продюсером «Темних тіней». Працював у шоу-бізнесі понад 30 років, маючи велику кількість кіно, телевізійних, сценічних і комерційних робіт

## Біографія
ДіЧенцо народився в Нью-Гейвені, штат Коннектикут. Знявся більш ніж у 30 художніх фільмах.
Голос Діченцо можна почути та в рекламі, аудіокнигах і мультсеріалах. Його ролі в останньому включають головного героя в BlackStar (1981), Хордака в She-Ra: Princess of Power (1985—1986) і Капітана Америки в обох фільмах «Людина-павук» (телесеріал 1981 року), а також «Людина-павук» і Його дивовижні друзі (1981—1983). Кілька років він був викладачем акторської майстерності в Нью-Йорку та Філадельфії. Він навчався у свого наставника Мілтона Кацеласа в Beverly Hills Playhouse.
ДіЧенцо помер від сепсису 9 серпня 2010 року у віці 70 років. Його поховали на цвинтарі містечка Черчвілл, округ Бакс, штат Пенсільванія.

## Фільмографія
- 1970 — Будинок темних тіней / Заступник (немає в титрах)
- 1971 — Додому / Сержант
- 1972 — Через 110-ту вулицю / Патрульний
- 1973, 1975 — Димок зі ствола / Ньют/Містер Брюс
- 1974 — Shoot It Black, Shoot It Blue / Джордж
- 1975 — Швейцарська родина Робінзонів / Сурамін
- 1975 — Леді Лас-Вегаса / Еверсул
- 1976 — Розгардіяш / Вінсент Бугліозі
- 1977 — Близькі контакти третього ступеня / Майор Бенчлі
- 1979 — Хорові хлопчики / Лейтенант Грімслей
- 1979 — Фріско Кід / Дарріл Діггз
- 1980 — Дев'ята конфігурація / Капітан Фербенкс
- 1981 — Гангстерські хроніки / Арнольд Ротштейн
- 1981 — Закон МакКлейна / Лейтенант ДеНіско
- 1983 — Порушення договору
- 1985 — Таємниця меча (анімаційний) / Bow / Hordak (голос)
- 1985 — Назад у майбутнє / Сем Бейнс
- 1986 — Лонгшот / ДеФранко
- 1986 — Про останню ніч / Містер Фавіо
- 1986 — Синдром Омеги / Філадельфія «Філ» Гортон
- 1987 — Ходи як людина / Боб (Баб) Даунс
- 1988 — Нові пригоди ПеппіДовгапанчоха / Містер Блекхарт
- 1988 — 18 знову! / тренер
- 1989 — Співай / Містер Маровіц
- 1989 — Обличчя ворога / Джеймс Волд
- 1990 — Екзорцист ІІІ / Стедман
- 1992 — Циганські очі / Вайден
- 1997 — Менші пророки / Джеррі
- 1997 — Ілюміната / Джейлор
- 2000 — Це мав бути ти / Мел
- 2001 — Спокусився / Байрон Блейдс
- 2001 — Готель / Боріс
- 2004 — Стейтсайд / Детектив № 2
- 2006 — Як впізнати своїх святих / Дядько Джорж (остання роль)